# Jüdische Gemeinde Hahnheim
Die jüdische Gemeinde Hahnheim im rheinland-pfälzischen Landkreis Mainz-Bingen bestand von Anfang des 19. Jahrhunderts bis zum Beginn der 1930er Jahre. Die Gemeinde gehörte zum Bezirksrabbinat Mainz.

## Geschichte
Bereits im 18. Jahrhundert werden auf dem Gebiet von Hahnheim lebende Juden urkundlich erwähnt. Eine jüdische Kultusgemeinde bildete sich aber erst im 19. Jahrhundert. Zu der Gemeinde gehörten auch die jüdischen Einwohner aus Selzen, Köngernheim und Mommenheim. In der ersten Hälfte des 19. Jahrhunderts nahm die Zahl der jüdischen Einwohner dann stark zu. Ihren höchsten Stand erreichte sie im Jahr 1849, als die Mitglieder der jüdischen Gemeinde 14 Prozent der Einwohner von Hahnheim stellten. Dann kam es zu Aus- und Abwanderungen, vorwiegend in die Vereinigten Staaten und im Zuge der fortschreitenden Industrialisierung in die größeren Städte. Zwar stieg die Zahl der Mitglieder der Gemeinde in den 1870er Jahren wieder an, nahm dann aber wieder ab. Um 1900 lebten nur noch 46 Einwohner jüdischen Glaubens in Hahnheim. Der bereits zu diesem Zeitpunkt in der nichtjüdischen Bevölkerung aufkommende Antisemitismus manifestierte sich erstmals Ende 1904, als der jüdische Friedhof von Unbekannten geschändet wurde. Ab 1933, nach der Machtergreifung Adolf Hitlers, wurden die jüdischen Einwohner immer mehr entrechtet. Zudem kam es immer wieder zu antijüdischen Aktionen, was dazu führte, dass immer mehr jüdischen Einwohner Hahnheim verließen. 1936 lebten noch 11 jüdische Gemeindemitglieder in Hahnheim. Bei den Novemberpogromen 1938 wurden die Häuser und Geschäfte der verbliebenen Einwohner verwüstet. Ein Teil der Einrichtungsgegenstände wurde zur brennenden Synagoge gebracht und dort verbrannt.

### Entwicklung der Einwohnerzahl
| Jahr | Juden | Jüdische Familien | Bemerkung                             |
| ---- | ----- | ----------------- | ------------------------------------- |
| 1725 |       | 2                 |                                       |
| 1801 | 20    |                   |                                       |
| 1824 | 40    |                   |                                       |
| 1834 | 54    |                   |                                       |
| 1849 | 92    |                   | 14 Prozent der Einwohner von Hahnheim |
| 1861 | 84    |                   |                                       |
| 1871 | 75    |                   |                                       |
| 1873 | 60    |                   |                                       |
| 1878 | 90    |                   |                                       |
| 1900 | 46    |                   |                                       |
| 1931 | 25    |                   |                                       |
| 1936 | 11    |                   |                                       |

Quelle: alemannia-judaica.de; jüdische-gemeinden.de; „… und dies ist die Pforte des Himmels“

## Einrichtungen

### Synagoge
Die Synagoge wurde 1840 auf dem heutigen Freien Platz (umgangssprachlich auch Synagogenplatz) erbaut. Bei den Novemberpogromen 1938 wurde die Synagoge durch Mitglieder der SA verwüstet und niedergebrannt. Die Reste der Synagoge wurden bis auf den Keller abgerissen.

### Mikwe
Den Mitgliedern der jüdischen Gemeinde stand eine Mikwe zur Verfügung.

### Schule
Die Gemeinde verfügte über eine eigene Religionsschule. Anfangs wurde der Unterricht durch einen Lehrer aus Mommenheim erteilt. Später wurde dann ein eigener Religionslehrer angestellt, der auch die Aufgaben des Vorbeters und Schochet innehatte.

### Friedhof
Die Toten der Gemeinde wurden zwischen der Mitte des 18. Jahrhunderts und 1938 auf dem jüdischen Friedhof Hahnheim beigesetzt.

## Opfer des Holocaust
Das Gedenkbuch – Opfer der Verfolgung der Juden unter der nationalsozialistischen Gewaltherrschaft 1933–1945 und die Zentrale Datenbank der Namen der Holocaustopfer von Yad Vashem führen 11 Mitglieder der jüdischen Gemeinschaft Hahnheim und Selzen (die dort geboren wurden oder zeitweise lebten) auf, die während der Zeit des Nationalsozialismus ermordet wurden.
| Name        | Vorname   | Todeszeitpunkt    | Alter     | Ort des Todes                 | Bemerkung | Quellen |
| ----------- | --------- | ----------------- | --------- | ----------------------------- | --- | --- |
| Adler       | Selma     | unbekannt         | unbekannt | Ghetto Piaski                 | Deportation ab Mainz am 25. März 1942 nach Ghetto Piaski                                                                          | Yad Vashem (Datenbank, Datensatz Nr. 11456999) / Gedenkbuch für die Opfer der NS-Judenverfolgung in Deutschland                 |
| Adler       | Thekla    | unbekannt         | unbekannt | Ghetto Piaski                 | Deportation ab Mainz am 25. März 1942 nach Ghetto Piaski                                                                          | Yad Vashem (Datenbank, Datensatz Nr. 11457033) / Gedenkbuch für die Opfer der NS-Judenverfolgung in Deutschland                 |
| Haas        | Isaak     | 15. Dezember 1943 | 70 Jahre  | Konzentrationslager Auschwitz | Deportation 1943 nach Konzentrationslager Auschwitz                                                                               | Yad Vashem (Datenbank, Datensatz Nr. 5416470 und Nr. 11514253) / Gedenkbuch für die Opfer der NS-Judenverfolgung in Deutschland |
| Mann        | Emma      | 15. April 1943    | 72 Jahre  | Ghetto Theresienstadt         | Deportation ab Darmstadt am 27. September 1942 nach Ghetto Theresienstadt                                                         | Yad Vashem (Datenbank, Datensatz Nr. 11587626) / Gedenkbuch für die Opfer der NS-Judenverfolgung in Deutschland                 |
| Mann        | Isidor    | 12. Februar 1943  | 66 Jahre  | Internierungslager Nexon      | Deportation am 22. Oktober 1940 nach Internierungslager Gurs. Deportation nach Internierungslager Nexon zu unbekanntem Zeitpunkt. | Yad Vashem (Datenbank, Datensatz Nr. 11587650) / Gedenkbuch für die Opfer der NS-Judenverfolgung in Deutschland                 |
| Mann        | Max       | unbekannt         | unbekannt | Ghetto Minsk                  | Deportation am 12. November 1941 ab Frankfurt am Main nach Ghetto Minsk                                                           | Yad Vashem (Datenbank, Datensatz Nr. 11587676 und Nr. 1655743) / Gedenkbuch für die Opfer der NS-Judenverfolgung in Deutschland |
| Mann        | Otto      | unbekannt         | unbekannt | Ghetto Piaski                 | Deportation ab Mainz am 25. März 1942 nach Ghetto Piaski                                                                          | Yad Vashem (Datenbank, Datensatz Nr. 11587682) / Gedenkbuch für die Opfer der NS-Judenverfolgung in Deutschland                 |
| Mann        | Sabina    | unbekannt         | unbekannt | Ghetto Piaski                 | Deportation ab Mainz am 25. März 1942 nach Ghetto Piaski                                                                          | Yad Vashem (Datenbank, Datensatz Nr. 11587688) / Gedenkbuch für die Opfer der NS-Judenverfolgung in Deutschland                 |
| Scheideberg | Sabine    | unbekannt         | unbekannt | unbekannt                     | unbekannt | Yad Vashem (Datenbank, Datensatz Nr. 3630358) / Gedenkbuch für die Opfer der NS-Judenverfolgung in Deutschland                  |
| Mann        | Amalie    | 30. Oktober 1942  | 76 Jahre  | Ghetto Theresienstadt         | Deportation ab Darmstadt am 27. September 1942 nach Ghetto Theresienstadt                                                         | Yad Vashem (Datenbank, Datensatz Nr. 11587613) / Gedenkbuch für die Opfer der NS-Judenverfolgung in Deutschland                 |
| Mann        | Ferdinand | unbekannt         | unbekannt | Vernichtungslager Treblinka   | Deportation ab Darmstadt am 30. September 1942 nach Vernichtungslager Treblinka                                                   | Yad Vashem (Datenbank, Datensatz Nr. 11587629) / Gedenkbuch für die Opfer der NS-Judenverfolgung in Deutschland                 |

## Erinnerungsarbeit
1981 wurde auf dem Freien Platz, auf dem die ehemaligen Synagoge stand, durch die politische Gemeinde ein Gedenkstein aufgestellt. 2015 wurde der Platz erneuert. Dabei wurde vor dem Gedenkstein ein Davidstern in das bestehende Kopfsteinpflaster eingelassen. Die Linien des Davidsterns bestehen aus hellen Pflastersteinen und die Flächen zwischen den Linien aus rötlichen Pflastersteinen. Anstelle von Steinen befinden sich an den Spitzen sowie an den Schnittpunkten der Linien, runde in den Boden eingelassene Lampen. Die Inschrift des Gedenksteines lautet:
Zum Gedenken

an die Synagogen

erbaut im Jahre 1840

zerstört

in der Nacht zum

10. Nov. 1938
Ein weiterer Gedenkstein befindet sich auf dem jüdischen Friedhof in Hahnheim. Dessen Inschrift lautet:
Dem Andenken

der durch das

Nazi-Regime

umgekommenen

Mitglieder der

israelitischen

Kultusgemeinde

Hahnheim.

Der Friedhof

wurde 1945

von Nazis zerstört

und die Grab

steine zu einer

Panzersperre

verwandt
Im September 2016 verlegte der Künstler Gunter Demnig insgesamt fünf Stolpersteine vor zwei Wohnhäusern, deren jüdische Einwohner während der Zeit des Nationalsozialismus deportiert, ermordet oder vertrieben worden waren.